# Tabangacris borneensis
Tabangacris borneensis är en insektsart som beskrevs av Willemse, C. 1966. Tabangacris borneensis ingår i släktet Tabangacris och familjen vårtbitare. Inga underarter finns listade i Catalogue of Life.